# Moheb Stino
Moheb Ramzi Stino (arabisch محب رمزي إستينو, DMG Muḥibb Ramzī Istīnū) ist ein ehemaliger ägyptischer Politiker. Er war Minister für Tourismus und Luftfahrt unter Präsident Anwar as-Sadat.

## Sonstige Ämter in der Familie
Stinos Bruder, Kamal Stino, war stellvertretender Ministerpräsident unter Gamal Abdel Nasser. Sein anderer Bruder, Charles Stino, war unter Nasser Vizeminister für Industrie.
Sein Vater, der Ingenieur Ramzi Beik Stino Hanna, war der erste ägyptische Bewässerungsingenieur, der unter der britischen Herrschaft die Überwachungspflichten für das gesamte ägyptische Bewässerungssystem übernahm. Seine Mutter, Afefa Michael Gad, war die Tochter eines prominenten koptischen Landbesitzers. Mohebs fünf Geschwister waren der Ingenieur Kamal, Charles, George, Georgette und Madeline.